# Synagoga w Szpitalu Żydowskim w Krakowie
Synagoga w Szpitalu Żydowskim w Krakowie – nieistniejąca synagoga znajdująca się na Kazimierzu w Krakowie, przy ulicy Skawińskiej 8, wchodząca w skład kompleksu dawnego Szpitala Żydowskiego.

## Historia
Synagoga została zbudowana w latach 1937–1938, według projektu Ferdynanda Lieblinga. Fundatorką budowy synagogi i wyposażenia jej wnętrza była Fany Schenker, której postanowienie było ziszczeniem wieloletnich próśb i życzeń chorych przebywających w szpitalu. Uroczyste otwarcie nastąpiło 18 września 1938 roku. Była ostatnią synagogą zbudowaną w Krakowie. Podczas II wojny światowej hitlerowcy zdewastowali wnętrze synagogi.

## Architektura
Murowany, jednopiętrowy budynek synagogi wzniesiono na planie prostokąta w stylu modernistycznym, zbliżonym do charakteru elewacji ambulatorium oraz elewacji wschodniego skrzydła. Budynek był dobudowany do południowego skrzydła szpitala, od strony jego ogrodu. Posiadał użytkowe sutereny. Wejście do synagogi prowadziło bezpośrednio z głównej klatki schodowej i znajdowało się w strefie półpiętra. Część przeznaczoną dla kobiet umieszczono w części korytarza.